# Angelo (cardinal, 1212)
Pour les articles homonymes, voir Angelo.
Angelo (mort à Rome le 29 novembre 1215), est un cardinal de l'Église catholique du XIIIe siècle, nommé par le pape Innocent III.

## Biographie
Angelo est notamment est notamment auditeur à la cour pontificale. Le pape Innocent III le crée cardinal lors du consistoire du 18 février 1212.